# Cepead
O Centro de Pós-Graduação e Pesquisas em Administração - CEPEAD está vinculado ao Departamento de Ciências Administrativas da Faculdade de Ciências Econômicas da UFMG.
Oferece o  Curso de Mestrado em Administração Stricto Sensu desde 1972. A partir de 1993 o Curso de Especialização em Gestão Estratégica. O Curso de Doutorado em Administração foi aprovado pela UFMG em 1994. 
Oferece também Cursos de Mestrado Interinstitucional por meio de convênio com outras universidades de diferentes Estados, utilizando financiamento da CAPES e da FAPEMIG.